# Прорив (фільм, 2019)
Прорив (англ. Breakthrough) — американська християнська драма 2019 року, знята режисеркою Роксанн Доусон і є її дебютним повнометражним фільмом. Сценарій фільму написав Грант Ніпорт на основі християнської книги «Неможливе» — розповіді про реальні події, написана Джойс Сміт разом із Джинджер Колбаба. У головних ролях знялися Кріссі Метз, Джош Лукас, Тофер Грейс, Майк Колтер, Марсель Руїс, Сем Траммелл і Денніс Гейсберт з камео Філа Вікхема і Lecrae. Стефен Каррі та Семюель Родрігес виступили виконавчими продюсерами.
У фільмі розповідається про підлітка з Сент-Луїса, який 19 січня 2015 року провалився під лід у крижане озеро та пробув під водою 15 хвилин, перш ніж почалися реанімаційні заходи. Незважаючи на те, що його врятували, він залишається в комі, і його родина повинна покладатися на свою віру, щоб пройти через важкі випробування.
Прем'єра фільму «Прорив» відбулася в Сент-Луїсі 20 березня 2019 року, а прокат у Сполучених Штатах розпочався 17 квітня 2019 року компанією «20th Century Fox», як перший повнометражний фільм студії після її придбання компанією Disney. Фільм отримав неоднозначні відгуки критиків, які високо оцінили гру та надихаючі посили, але назвали сюжет передбачуваним. Фільм отримав номінацію на 92-й церемонії вручення премії Оскар за найкращу пісню до фільму.

## Сюжет
14-річного гватемальського хлопчика Джона Сміта виховують у Лейк-Сент-Луїсі, штат Міссурі, його прийомні батьки Браян і Джойс. Незважаючи на те, що вони — люблячі батьки, які його підтримують, Джон страждає від почуття того, що його покинули рідні батьки, і бунтує проти своїх прийомних батьків і вчителів.
У школі класу Джона доручили виступити з презентацією про їхнє сімейне походження. У день презентації Джон визнає, що не виконав завдання. Його тренер з баскетболу, який пообіцяв йому стартову позицію, попереджає Джона, що якщо він отримає погану оцінку, його посадять на лаву запасних. Пізніше Джон виступає з половинчастою презентацією, кажучи, що всі вже знають, що він усиновлений, і він не знає багато про своє справжнє походження.
Пізніше Джон і його друзі, Джош і Рейгер, виходять на замерзле озеро, не звертаючи уваги на попередження сусіда. Мешканець викликає поліцію, а всі троє хлопців провалюються під лід. Джош і Райгер випливають на поверхню, і їх рятують служби швидкого реагування. Двоє рятувальників пірнають, але не можуть знайти Джона. Коли вони збираються зупинятися, один із рятувальників, Томмі Шайн, чує голос, який каже йому повертайся. Подумавши, що це його начальник, він пробує ще раз і піднімає Джона на поверхню.
Без пульсу та дихання Джона доставляють до лікарні, де бригада швидкої допомоги намагається врятувати його життя. Після того як їм не вдається зареєструвати пульс, його лікар, доктор Саттерер, дає Джойс шанс попрощатися. Плачуча Джойс заколисує Джона на руках, благаючи Святого Духа не дати йому померти. Потім реєструється слабкий пульс. Саттерер рекомендує перевести Джона до краще обладнаної лікарні, посилаючись на доктора Гаррета як на експерта у таких випадках, як Джон.
Після того, як Джона перевели та ввели в індуковану кому, лікар Гарретт попереджає, що у нього мало надії на одужання, і що, якщо хлопчик виживе, він, ймовірно, житиме у постійному вегетативному стані. Джейсон Нобл, новий ліберальний пастор сім'ї, з яким Джойс часто конфліктувала, відвідує лікарню, і Джойс повільно теплішає до нього. Як і Джойс, пастор вважає прогрес Джона божественним втручанням. Джон демонструє деякі ознаки свідомості: він чує Джойс і Нобла, реагує на них стисканням руки, а також сльози течуть з його очей, коли натовп збирається біля лікарні, щоб співати і молитися за його одужання.
Джойс перетворює можливе одужання Джона в одержимість, переслідуючи медичних працівників, які за ним доглядають, і віддаляючись від оточуючих, включаючи Браяна. У моменті конфлікту Джойс каже Браяну, що якби не вона, Джон був би мертвий. Після образливого заперечення Браян йде геть. Усвідомлюючи, що вона не може контролювати стан Джона, Джойс відступає на дах лікарні, щоб помолитися, просячи у Бога прощення та підкоряючись Його волі. Починає падати сніг, що, на її думку, є відповіддю. Вона з Браяном зустрічаються з Гарретом, який каже, що ліки, які вони дають, стають токсичними для організму Джона і, можливо, приносять більше шкоди, ніж користі. Джойс, яка наполягала на тому, щоб за будь-яку ціну врятувати життя Джона, пропонує припинити лікування та вивести його з коми, заявляючи, що вона готова до всього, що піднесе доля. Гаррет погоджується.
Джон оживає і приходить до тями, знову переживаючи свій нещасний випадок. Він чує голос матері і відкриває очі, з усіма когнітивними навичками. Через кілька днів його виписують із лікарні, він повертається додому, а потім — і до школи.
Повернення Джона, хоч і вітається багатьма, зустрічається з деяким обуренням у інших, які сумніваються, чому життя Джона було збережено, а їхні близькі загинули. Це обтяжує душу Джона, він повертається до озера. Там він бачить Томмі Шайна і дякує йому за те, що він врятував йому життя. Томмі зізнається, що він не вірив у Бога до тих пір, поки не відбулася низка тривалих подій після нещасного випадку з Джоном, і все, що він зробив, це витягнув Джона з води.
Джон примиряє своє виживання з оновленим відчуттям мети свого життя та відновлює свої стосунки з тими, від кого він віддалився. Після закінчення середньої школи Джон робить кар'єру в служінні.

## Акторський склад
- Кріссі Метз — Джойс Сміт, дуже побожна християнка, дружина Браяна та прийомна мати Джона.
- Джош Лукас — Браян Сміт, чоловік Джойс і прийомний батько Джона.
- Тофер Грейс у ролі пастора Джейсона Ноубла, чоловіка Паули, батька двох дітей та місцевого пастора, який намагається налагодити зв'язок із молоддю.
- Майк Колтер у ролі Томмі Шайна, рятувальника, який «мав сигнал від Бога», щоб врятувати Джона.
- Марсель Руїс[en] у ролі Джона Сміта, гватемальського 14-річного прийомного сина Джойс і Браяна, який чудесним чином видужує.
- Сем Траммелл — Кент Саттерер, батько Еббі.
- Денніс Гейсберт[en] — доктор Гаррет
- Медді Мартін у ролі Еббі Саттерер, дочки Кента Саттерера.
- Ісаак Крагтен[en] у ролі Джоша, одного з друзів Джона.
- Ніколас Дукич — Райгер, один із друзів Джона.
- Тревіс Браянт у ролі Джона, одного з друзів Джона.
- Тейлор Мосбі[en] — Чайла, одна з подруг Джона.
- Алі Сковбі[de] — Емма, одна з подруг Джона.
- Чак Шамата[en] в ролі начальника пожежної служби
- Ненсі Сорел[en] у ролі місіс Ебботт, вчительки сімейної історії в християнській середній школі, яку відвідує Джон і його друзі.
- Ліза Дурапт[en] — Паула Ноубл, дружина пастора Джейсона та мати його сина та дочки.
- Ребекка Штааб[en] у ролі Сінді Рігер.

## Виробництво
Продюсер ДеВон Франклін допоміг родині Смітів знайти літературного агента, а потім екранізувати книгу після її публікації. Зйомки фільму проходили в Манітобі з березня по травень 2018 року. Місцями зйомок, які тривали 31 день, були Вінніпег, Селкірк і Портедж-ла-Прері.

## Маркетинг
Офіційний трейлер фільму був випущений 5 грудня 2018 року та отримав понад 30 мільйонів переглядів протягом двох днів, ставши трейлером релігійного фільму з найбільшою кількістю переглядів за такий час.
Метз виконала пісню «I’m Standing with You» із саундтреку до фільму на 54-й церемонії вручення нагород Академії кантрі музики разом із Керрі Андервуд, Лорен Алайною, Maddie & Tae та Міккі Гайтен[джерело?].

## Реліз
Прорив був випущений 20th Century Fox 17 квітня 2019 року у Сполучених Штатах; це також перший фільм від «Fox», який на той час вже належав «The Walt Disney Company», після придбання нею «21st Century Fox» 20 березня 2019 року. У великодні вихідні, коли він був випущений, були найнижчі касові збори з 2005 року, тому що студії вирішили уникати будь-яких великих релізів протягом цього періоду, щоб не конкурувати з релізом Disney «Месники: Завершення» на наступних вихідних.
16 липня 2019 року фільм був випущений на DVD, Blu-ray і 4K Blu-ray компанією «20th Century Fox Home Entertainment», яка стала лейблом «Walt Disney Studios Home Entertainment»[неякісне джерело].

## Сприйняття

### Касові збори
Прорив зібрав 40,7 мільйонів доларів у Сполучених Штатах і Канаді та 9,7 мільйонів доларів на інших територіях (включаючи 5,9 мільйонів доларів у Бразилії), на загальну суму в усьому світі 50,4 мільйона доларів.
У Сполучених Штатах і Канаді фільм вийшов разом із «Пінгвінами» і, за прогнозами, мав зібрати 13–17 мільйонів доларів у 2300 кінотеатрах за п'ятиденний прем'єрний вихідний. Фільм заробив 1,9 мільйона доларів за перший день і 1,5 мільйона за другий Пізніше він дебютував із $11,3 мільйонами (загальна сума за п'ять днів — $14,6 мільйонів), посівши третє місце після «Прокляття Ла Йорони» та «Шазам!». У другий вікенд виручка впала на 39 % до 6,8 мільйона доларів, посівши четверте місце.

### Критика
За даними агрегатора рецензій Rotten Tomatoes, 62 % критиків дали фільму позитивну оцінку на основі 65 рецензій; середня оцінка 5,60/10. Консенсус критиків веб-сайту говорить: «Як і його головний герой, „Прорив“ сильно зосереджений на вірі, але його менш тонкі елементи врівноважені сильною грою та надихаючою історією». На Metacritic фільм отримав середньозважену оцінку 46 балів зі 100, на основі 17 критиків, вказуючи на «змішані або посередні відгуки». Аудиторія, опитана «CinemaScore», поставила фільму середню оцінку «А» за шкалою від A+ до F, тоді як аудиторія «PostTrak» дала йому 4,5 із 5 зірок і 69 % «категорично рекомендую».

## Нагороди та номінації
| Нагорода                    | Категорія                           | Одержувачі                     | Результат | Примітки |
| --------------------------- | ----------------------------------- | ------------------------------ | --------- | -------- |
| Оскар                       | Найкраща пісня до фільму            | «I’m Standing with You»        | Номінація | [ 25 ]   |
| Кінопремія «Вибір критиків» | Найкраща пісня                      | «I’m Standing with You»        | Номінація | [ 8 ]    |
| GMA Dove Award              | Надихаючий фільм року               | «Прорив»                       | Перемога  | [ 26 ]   |
| Movieguide Awards           | Найкращий сімейний фільм            | «Прорив»                       | Номінація | [ 8 ]    |
| Movieguide Awards           | Премія Епіфанія за надихаючі фільми | «Прорив»                       | Номінація | [ 8 ]    |
| Movieguide Awards           | Премія Грейс                        | Кріссі Метз за роль Джойс Сміт | Номінація | [ 8 ]    |